# Airaphilus elongatus
Airaphilus elongatus är en skalbaggsart som först beskrevs av Leonard Gyllenhaal 1813.  Airaphilus elongatus ingår i släktet Airaphilus, och familjen smalplattbaggar. Arten är reproducerande i Sverige.